# Жадовский район
Жадовский район — административно-территориальная единица в составе Ульяновской области РСФСР, существовавшая в 1943—1956 годах.
Жадовский район был образован 14 декабря 1943 года из частей Барышского и Кузоватовского районов.
По данным на 1 ноября 1946 года район включал следующие сельсоветы: Ананьинский, Воецкий, Жадовский, Живайкинский, Загаринский, Кармалейский, Киселевский, Конновский, Краснозорьский, Краснополянский, Кудажлейский, Мордово-Темрязанский, Новобекшанский, Осокинский, Павловский, Румянцевский и Русско-Тимошкинский.
7 июля 1953 года были упразднены Русско-Тимошкинский, Кармалейский, Киселевский, Мордово-Темрязанский, Кудажлейский и Ананьинский с/с.
2 ноября 1956 года Жадовский район был упразднён, а его территория передана в Барышский район.